# مشاقب (حزم العدين)

تعديل مصدري - تعديل

مشاقب محلة تابعة لقرية رجامة، التابعة لعزلة جبل حريم بمديرية حزم العدين إحدى مديريات محافظة إب في الجمهورية اليمنية، بلغ تعداد سكانها 127 حسب تعداد اليمن لعام 2004.